# خراباتی‌گری
خراباتیان کسانی بودند که جهان را یک دستگاه هیچ و پوچ بیهوده برمی‌شمردند و به آفرینش و آفریدگار ایرادهای بسیار می‌گرفتند.
گویا نخستین کسی که این لفظ را به‌کار برده کسروی بوده‌است. او به پژوهش دربارهٔ صوفی‌گری پرداخته و از این رو نوشته‌هایی نیز دربارهٔ خراباتیان دارد.

## نام
خرابات جایی است که در آن «مِی» نوشند و خراباتی آنست که پیوسته در خرابات است و همواره در میکده‌ها سرگردان است خراباتی‌گری به آن اندیشه‌ای گویند که اهل خرابات داشته‌اند و گویا پیوستگی‌ای با صوفیان نیز داشته و پندارهایی از آنان گرفته و اندیشه‌هایی بر آن افزوده‌اند.

## پیدایش
خراباتیان، نخست شماری از مسلمانان می‌بودند. پس از آنکه فلسفهٔ یونان باستان میان مسلمانان رواج یافت، آن‌ها که می‌کوشیدند با به‌کارگیری فلسفه پی به آغاز و پایان جهان ببرند و در این راه پیروز نمی‌شدند، باورهایی میانشان پدید آمد. آن‌ها می‌پنداشتند بهتر است زندگانی را به نوشیدن باده و مستی سر کرد و در بند دنیا نبود و به آغاز و پایان جهان نیندیشید. روشن است که صوفیان و مسلمانان آنان را از خود نمی‌دانستند و با آن‌ها مخالفت می‌کردند و آزارها می‌دادند.

## کتاب‌ها
- صوفی‌گری، کسروی، احمد، ۱۳۲۲
- بهایی‌گری، کسروی، احمد، ۱۳۲۲، تهران
- خراباتیان که بودند و چگونه میدان یافتند؟، گردآوری از نوشته‌های روزنامهٔ پرچم ۱۳۲۱
- حافظ چه می‌گوید؟، کسروی، احمد، ۱۳۲۱

## باورها
این‌ها شماری از باورهاست که پیروان خراباتی گری می‌داشته‌اند:
- گیتی را هیچ و پوچ خوانده پیدایش آن را هدفمند نمی‌دانستند.

خیام می‌گوید:
ای بی‌خبران شکلِ مُجَسَّم هیچ است| وین طارَمِ نُهْ‌سپهرِ اَرْقَم هیچ است
خوش باش که در نشیمنِ کَوْن و فَساد| وابستهٔ یک دمیم و آن هم هیچ است!
- دانش‌اندوزی و گیتی‌شناسی را بیهوده می‌دانستند و می‌گفتند که از جستجو کسی به راستی‌ها دست نیافته پس باید دمی که در آنیم را خوش باشیم و آن را غنیمت دانیم.

حافظ می‌گوید:
نصیحت گوش کن جانا که از جان دوست‌تر دارند| جوانان سعادتمند پند پیر دانا را
حدیث از مطرب و می گو و راز دهر کمتر جو| که کس نگشود و نگشاید به حکمت این معما را
- همواره می‌کوشیدند که خود را به بیهوشی زنند و به خرد ارجی نمی‌نهادند و می‌گفتند که ما سرانجام خواهیم مرد پس در این گیتی باید باده نوشیم و خوش باشیم.

حافظ می‌گوید:
بشنو این نکته که خود را ز غم آزاده کنی| خون خوری گر طلب روزی ننهاده کنی
آخرالامر گل کوزه گران خواهی شد| حالیا فکر سبو کن که پر از باده کنی
خیام می‌گوید:
برخیز و بیا بتا برای دل ما| حل کن به جمال خویشتن مشکل ما
یک کوزه شراب تا به هم نوش کنیم| زان پیش که کوزه‌ها کنند از گل ما
- به آفریدگار ایرادها می‌گرفتند و می‌گفتند که از چه رو آدمیان را به جهان آورده و بازمی‌می‌راند؟ می‌گفتند که ما درنمی‌یابیم که هدف او از آفرینش چه بوده‌است؟

خیام می‌گوید:
هر چند که رنگ و بوی زیباست مرا| چون لاله رخ و چو سرو بالاست مرا
معلوم نشد که در طربخانهٔ خاک| نقاش ازل بهر چه آراست مرا
و در جای دیگر
ترکیب پیاله‌ای که درهم پیوست| بشکستن آن روا نمی‌دارد مست
چندین سر و پای نازنین از سر و دست| از مهر که پیوست و به کین که شکست

## نقد
احمد کسروی از مخالفان خراباتی‌گری و تصوف بود و در کتاب‌هایی چون حافظ چه می‌گوید؟ و خراباتیان که بودند و چه می‌گفتند؟ به آن‌ها پرداخته‌است. در جایی می‌گوید: آیا این بدخواهی با کشور و توده نیست که کسانی چنین اندیشه‌های کجی را ترویج نمایند؟! آیا از اینها جز زیان چه نتیجه ای در دست تواند بود؟!.. امروز در این جهان که توده‌ها در راه زندگانی، با همدیگر سخت‌ترین نبردها را می‌کنند آیا خیانتکاری نیست که شما چنین بدآموزی‌هایی را که همه‌اش سخن از مستی و سستی می‌راند در دل‌ها جا دهید؟! آیا این دشمنی با توده و کشور شمرده نمی‌شود؟!

## چگونه خراباتیان میدان یافتند؟
از آن‌سوی این به سود مغولان بود که ایرانیان ستم‌دیده و آسیب یافته خود را با باده و چنگ و چغانه سرگرم دارند و آن ستم‌ها و آسیب‌ها را فراموش کرده در اندیشهٔ کینه‌جویی نباشند، به‌ویژه که آن باده‌خواری و سرگرمی با بدآموزی‌های غیرت‌کشی همچون بدآموزی‌های خراباتیان توأم باشد که خون را به‌یک‌بار از جوش اندازد و غیرت و مردانگی را افسرده گرداند. این برای مغولان بسیار سودمند بود که یک دسته به مردم درس داده، می‌گفتند: گذشته را فراموش گردانیده و به اندیشهٔ آینده نیفتید و تنها به آن کوشید که خوش باشید.